# ريموند أبراشكين
ريموند أبراشكين Raymond Abrashkin (1911-1960) كاتب أمريكي، اشتهر من خلال اشتراكه في كتابة وإخراج الفيلم الشهير «الهارب الصغير»، والذي رشح لجائزة أوسكار، ووصفه فرانسوا تروفو أنه باكورة الموجة الفرنسية الجديدة. وشارك مع جاي وليامز في تأليف سلسلة خيال علمي ناجحة للأطفال بعنوان «داني دان».

## روابط خارجية
- ريموند أبراشكين على موقع IMDb (الإنجليزية)
- ريموند أبراشكين على موقع ألو سيني (الفرنسية)
- ريموند أبراشكين على موقع قاعدة بيانات الأفلام السويدية (السويدية)
- ريموند أبراشكين على موقع قاعدة بيانات الفيلم (الإنجليزية)
- ريموند أبراشكين على موقع كينوبويسك (الروسية)